# Phillip Blondeel
Phillip Blondeel, (Rochester (New York), Verenigde Staten, 20 mei 1963) is een Belgisch plastisch chirurg. Hij is hoofddocent aan de Universiteit Gent en professor aan het departement van Plastische en Reconstructieve Chirurgie van het Universitair Ziekenhuis Gent.
Blondeels specialiteit is weefseltransplantaties binnen hetzelfde lichaam, vooral in het deelgebied van borstreconstructies. Hij voerde de eerste gezichtstransplantatie in België uit.

## Loopbaan
Blondeel volgde klassieke humaniora aan het Aangenomen College in Sint-Truiden tussen 1975 en 1981. Hij studeerde geneeskunde aan het Limburgs Universitair Centrum (tegenwoordig UHasselt) (1981-1984), en aan de KU Leuven (1984-1988). Zijn algemene opleiding tot chirurg kreeg hij aan de KU Leuven bij professor Dr. J.A. Gruwez. Hij vervolledigde zijn opleiding tot plastisch chirurg bij prof. Dr. W. Boeckx.
Blondeel werd in 1999 doctor in de Medische Wetenschappen aan de UGent, nadat verdediging van zijn thesis over perforatorflappen in borstreconstructies. Hij specialiseerde zich in de reconstructie van borsten met lichaamseigen weefsel bij vrouwen die vanwege borstkanker een borst verliezen. In 2000 werd hij aan de UGent benoemd tot Professor in de Plastische Chirurgie, departement Plastische en Reconstructieve Chirurgie.
In december 2011 voerde het team van Phillip Blondeel aan het UZ Gent een gezichtstransplantatie uit. Hij werd daarmee de 19e chirurg ter wereld die een dergelijke complexe operatie met succes uitvoerde. Het unieke aan deze operatie was dat niet alleen een hoeveelheid huid moest worden getransplanteerd maar ook een grote hoeveelheid bot. Het bot in het middengezicht en ter hoogte van de linkeronderkaak ontbrak bij de patiënt.

## Boeken
- Free Perforator flaps in breast reconstruction. Ph. N. Blondeel. Impec. Thesis submitted in partial fulfilment of the requirements for the degree of Doctor in Medical Sciences, 1998.
- Van Top tot Teen; Alles over Plastische Chirurgie. H. Tytgat, Ph. N. Blondeel et al. 2004, Standaard Uitgeverij, Antwerpen, Belgium. ISBN 90-02-21426-X
- Perforator Flaps: Anatomy, Techniques and Clinical Applications. Ph. N. Blondeel, S. Morris, P. Neligan and G. Hallock (2006). Quality Medical Publications. St.-Louis, Mi., USA. ISBN 1-57626-178-6
- Plastische Chirurgie. S. Monstrey and Ph. Blondeel (2003). Academia press, Gent, Belgium. (D/2003/4804/56)
- Mijn Borst. Ph. Blondeel & Karlien Van de Sijpe (2007). Standaard Uitgeverij, Antwerpen, Belgium. ISBN 978-90-02-22005-0

- Bibsys: 6025185
- International Standard Name Identifier: 0000 0001 1711 7318
- Library of Congress Control Number: n2005183499
- Nederlandse Thesaurus van Auteursnamen: 301030979
- Système universitaire de documentation: 143817418
- Virtual International Authority File: 162927230
- WorldCat: E39PBJj4tXJhBrPhWMhtCW4rMP